# Вилли Фог 2
«Вилли Фог 2» — испанский мультсериал, по мотивам романов Жюля Верна «Путешествие к центру Земли» и «Двадцать тысяч льё под водой». Продолжение мультсериала «Вокруг света с Вилли Фогом». Показан в Испании на ТВ в 1993 году. В России в 1990-х не переводился только с оригинала и не показывался ни на «Дважды Два телемаркет»/МТК, ни на ТВ6; но в 2000-е выпущен как полнометражные фильмы на DVD с многоголосым переводом в системе PAL; только в 2007 сериал дублирован с английской версии на русский по заказу ГТРК «Культура» студией «Дубль» и показан на телеканалах ВГТРК Культура и Бибигон по будням с 26 февраля по 10 апреля и с 24 сентября по 7 ноября в 2008 году.

## Сюжет
Всего шесть месяцев прошло с того времени, как Вилли Фог и его друзья вернулись из кругосветного путешествия. Впереди их ждёт новое приключение. Вилли Фог и профессор геологии Лиденброк расшифровали старинный манускрипт исландского алхимика Арно Сакнуссемма, в котором рассказывалось о путешествии к центру Земли. Вилли Фог и профессор Лиденброк решили повторить уникальный эксперимент учёного. А коварный Салливан вновь послал Трансфера, который пытается остановить путешественников на пути к цели. Чем закончится их путешествие?

## Список серий
1. Необыкновенное пари
2. В Исландию
3. Молчаливый проводник
4. Спящий вулкан
5. Роми в опасности
6. По направлению к центру земли
7. Месть негодяя
8. Долгожданный источник
9. Потерянные во тьме
10. Подземное море
11. Битва с чудовищами
12. Шторм
13. Возвращение
14. Морская тайна
15. Старые друзья
16. Метатель гарпуна Нед Лэнд
17. В открытом море
18. Глубоководное чудовище
19. Таинственный капитан
20. Пленники «Наутилуса»
21. Прогулка под водой
22. Земля под ногами
23. Ловцы жемчуга
24. На Южном полюсе
25. Битва с осьминогом
26. План побега

## Заставка и песня

### Начало
Песня звучала в оригинале на испанском языке. В других странах дублировался на других языках, реже озвучивались закадровыми переводами! Пример текста песни на русском языке в дубляже ГТРК «Культура»:
Я — Вилли Фог, мои друзья все со мной,

И друг за друга мы горой.

К центру земли и на дно океана

Приглашаем вас с собой!

Пусть опасен будет путь,

Зато прекрасный мир

Откроет тайны нам свои,

Ветер странствий нас зовёт,

Вперёд к глубинам моря и Земли

Мы в компании друзей, отправимся скорей

К центру самому Земли

И в глубину морей, морей, в глубину морей.

Нас приключения не страшат,

Нас опасности сплотят,

Бесстрашным будь.

Мы поднимаем паруса,

Где-то ждут нас чудеса,

Так смело в путь!

Ригодон, и Тико с ним

И Роми тоже не забудь

Вместе друзья избороздим все моря,

За горизонты мы сумеем заглянуть.

Пусть опасен будет путь,

зато прекрасный мир

откроет тайны на свои,

Ветер странствий нас зовёт,

вперёд к глубинам моря и Земли.

Собирайся в путь,

В компании друзей.

Ждёт нас долгий путь,

Поспеши скорей.

### Концовка
Конечная песня звучала на испанском языке!
Пример текста песни на русском в дубляже ГТРК «Культура»
Рады видеть тебя мы снова.

Вместе с Вилли и Роми мы поскорей

Собираем друзей, где же Тико и Ригодон?

Вместе в глубины Земли мы идём.

Мы пойдём в чудесные края,

Где ещё никто до нас не побывал

Там, вдали мы истину найдём

Роми, Тико, Ригодон

Приходи поскорей, увидишь

Новые чудеса на новом пути

Мы открыли секрет, невозможного нет

Опасности ждут впереди, но мы все их победим

С нами скорее в поход выходи.